# استفانو ناوا
استفانو ناوا (به ایتالیایی: Stefano Nava) (متولد ۱۹ فوریه ۱۹۶۹) بازیکن پیشین و مربی کنونی فوتبال اهل ایتالیا است. او در دوران بازی در پست مدافع بازی می‌کرد. وی بیشتر به خاطر بازی در آ.ث. میلان در اوایل دهه ۱۹۹۰ شناخته می‌شود؛ جایی که ذخیره و یار تعویضی بازیکنانی چون فرانکو بارزی، پائولو مالدینی، مائورو تاسوتی و الساندرو کاستاکورتا بود.

## زندگی شخصی
فرزند او، لاپو ناوا نیز بازیکن فوتبال است و سابقه بازی در باشگاه فوتبال آ.ث. میلان را نیز در کارنامه دارد.

## افتخارات
آ.ث. میلان
- سری آ: ۹۳–۱۹۹۲، ۹۴–۱۹۹۳
- سوپر جام ایتالیا: ۱۹۹۲، ۱۹۹۳، ۱۹۹۴
- لیگ قهرمانان اروپا: ۹۴–۱۹۹۳
- سوپرجام اروپا: ۱۹۹۰، ۱۹۹۴
- جام بین قاره ای: ۱۹۹۰

پارما
- جام حذفی ایتالیا: ۹۲–۱۹۹۱